# Рада підприємців при Кабінеті Міністрів України
Рада підприємців при Кабінеті Міністрів України — постійно діючий консультативно-дорадчий орган при Кабінеті Міністрів України, який періодично діяв з 22 березня 1993 року по 4 квітня 2023 року. Основне завдання Ради — забезпечення взаємодії Уряду із бізнесом. 23 січня 2024 року шостий президент України Володимир Зеленський ініціював створення Ради з підтримки підприємництва.

## Структура
Особовий склад Ради затверджує Кабінет Міністрів України. Рада провадить свою діяльність на основі взаємодії з центральними і місцевими органами виконавчої влади, підприємствами, установами та організаціями, а також об'єднаннями підприємців та експертами. Члени Ради виконують свої обов'язки на громадських засадах.
Станом на 1 грудня 2011 року до складу Ради [Архівовано 28 грудня 2012 у Wayback Machine.] входять 64 представники підприємців. Це голови регіональних рад підприємців з усіх областей, представники громадських рад при центральних органах виконавчої влади та з всеукраїнських об'єднань підприємців і роботодавців. Рада представляє інтереси великих, середніх і малих підприємств усіх сфер і усіх регіонів, має відпрацьований механізм співпраці з Урядом.

## Діяльність
Рада з лютого 2008:
- опрацьовувала усі проекти нормативно-правових актів, які вносились до Секретаріату Кабінету Міністрів України на розгляд Уряду. Рада надавали свої пропозиції та зауваження до проектів на засіданнях Урядових комітетів та Уряду, чим зробила значно прозорішими механізми опрацювання та видачі як дозвільних, так і інших адміністративних документів;
- ініціювала розгляд Урядом (через Державний комітет України з питань регуляторної політики та підприємництва чи профільні міністерства) розроблених членами Ради проектів нормативно-правових актів, які спрощують ведення бізнесу в окремих галузях;
- забезпечувала взаємозв'язок між бізнесом та державними органами влади в частині виконання вимог діючого законодавства як бізнесом, так і органами державної влади.

## Історія

### 1993, рада під керівництвом В. Суміна
Постановою від 22 березня 1993 р. № 210 було створено консультативно-експертний орган Уряду — Раду підприємців при Кабінеті Міністрів України, до складу якої під головуванням В.Суміна увійшли 16 представників об'єднань бізнесу, серед яких були Ю.Єхануров та О.Дудко.
Вже через 3 місяці постановою від 10 червня 1993 р. N 441 Раду підприємців було перейменовано у Раду промисловців та підприємців при Кабінеті Міністрів України та розширено її склад до 30 членів, серед яких були відомі сьогодні політики В.Ландик та О.Турчинов. Указом Президента України від 22 листопада 1993 року № 554/93 Раду підприємців та промисловців було ліквідовано.

### 1997-2002, рада під керівництвом Є. Червоненка
Вдруге Рада була створена постановою Кабінету Міністрів України від 11 вересня 1997 р. № 1018 і очолив її Є.Червоненко. Серед 28 членів Ради були Н.Кожевіна, Б.Губський, В.Гуржос, М.Мартиненко, В.Пінчук, Г.Суркіс. Постановою Кабінету Міністрів України від 9 квітня 1998 р. № 479 Голову Ради було змінено, ним став Є.Уткін. А майже через 2 роки постановою Кабінету Міністрів України від 16 лютого 2000 р. № 315 було затверджено нове Положення про Раду, яким розширено її повноваження, зокрема: Голова Ради може брати участь у засіданнях Кабінету Міністрів України, утворених ним урядових комітетів, у нарадах, які проводяться міністерствами та іншими центральними органами виконавчої влади з питань підприємництва.

### 2002-2004, рада під керівництвом В. Гуржоса
Чергові зміни в склад Ради були внесені постановою Кабінету Міністрів від 16 листопада 2002 р. № 1779, якою затверджено Голову Ради В.Гуржоса, а кількість членів зменшено до 24 членів. Серед членів Ради тоді були О.Деркач, О.Мірошниченко, О.Філонюк, С.Тарута.

### 2004-2005, рада під керівництвом Д. Швеця
Ще через 2 роки розпорядженням Кабінету Міністрів України від 16 січня 2004 р. № 19-р на посаду Голови Ради було призначено Д.Швеця, а вже кілька місяців по тому, постановою Кабінету Міністрів України від 29 квітня 2004 р. № 556, затверджено і новий склад, до якого увійшли Л.Костюченко, В.Щелкунов, О.Сугоняко, І.Литовченко, О.Деркач. Через півроку постановою Кабінету Міністрів України склад Ради було оновлено та розширено до 28 осіб за рахунок таких особистостей, як Р.Ахметов, Б.Ложкін, О.Ярославський.

### 2005-2006, рада під керівництвом К. Ляпіної
26 травня 2005 р. постановою Кабінету Міністрів України від 26 травня 2005 року № 375 було затверджено новий склад Ради на чолі з народним депутатом К. Ляпіною, до якого увійшов 41 представник об'єднань бізнесу, а з прийняттям постанови від 7 грудня 2005 р. № 1180 — 81. Рада працювала за участі таких людей, як В.Биковець, В.Доброскок, Т.Зацерковна, О.Кірш, О.Кужель, О.Пруднікова, С.Третьяков, А.Кривонос, С.Бірюкова, О.Ліховід, Л.Татарінцева, О.Продан.
У 2007 році Рада підприємців при Кабінеті Міністрів України не працювала.

### 2008-2010, рада під керівництвом О. Продан
Втретє Раду підприємців відновлено Постановою Кабінету Міністрів України від 13 лютого 2008 р. № 54 і затверджено Положення про неї. Розпорядженням Кабінету Міністрів України від 11 червня 2008 р. № 836-р затверджено склад Ради та її голову — О.Продан. Постановою Кабінету Міністрів України від 21 травня 2009 р. № 518 внесено зміни до положення Ради щодо права участі її представників в атестаційних комісіях і конкурсних комітетах, а також змінено механізми формування складу Ради. До складу Ради введено не лише представників всеукраїнських об'єднань, але й представників громадських рад при центральних органах виконавчої влади та регіональних галузевих рад підприємців. За цим принципом Рада сформувала новий свій склад, обрала голову — Оксану Продан та подала своє рішення на затвердження Уряду. Новий склад Ради затверджено розпорядженням Кабінету Міністрів України від 2 березня 2010 р. № 349-р.

### 2010-2011, рада під керівництвом Л. Козаченка
З 2 березня 2010 голова Ради — Козаченко Леонід Петрович.
17 травня 2010 року Кабінет Міністрів України постановою № 344 скасував вибори голови Ради підприємців при Кабінеті Міністрів України її членами, встановивши адміністративний порядок призначення Голови та членів Ради.
Чинний склад ради затверджений розпорядженням КМУ від 4 вересня 2013 р. № 713-р
У листопаді 2016 рада перебувала на стадії реформування з метою перетворення в ефективний інструмент для державно-приватного діалогу, в рамках діяльності якого розглядатимуться також питання малого і середнього підприємництва.